# LMLN
LMLN‏ (Leishmanolysin like peptidase) هوَ بروتين يُشَفر بواسطة جين LMLN في الإنسان.